# Liegi-Bastogne-Liegi 2021
La Liegi-Bastogne-Liegi 2021, centosettesima edizione della corsa e valevole come sedicesima prova dell'UCI World Tour 2021 categoria 1.UWT, si svolse il 25 aprile 2021 su un percorso di 259,1 km, con partenza e arrivo a Liegi, in Belgio. La vittoria fu appannaggio dello sloveno Tadej Pogačar, che completò il percorso in 6h39'26", alla media di 38,920 km/h, precedendo i francesi Julian Alaphilippe e David Gaudu.
Sul traguardo di Liegi 147 ciclisti, su 175 partiti dalla medesima località, portarono a termine la competizione.

## Squadre e corridori partecipanti
| N.      | Cod. | Squadra                |
| ------- | ---- | ---------------------- |
| 1-7     | TJV  | Jumbo-Visma            |
| 11-17   | UAD  | UAE Team Emirates      |
| 21-27   | TBV  | Bahrain Victorious     |
| 31-37   | DQT  | Deceuninck-Quick Step  |
| 41-47   | MOV  | Movistar Team          |
| 51-57   | EFN  | EF Education-Nippo     |
| 61-67   | DSM  | Team DSM               |
| 71-77   | ARK  | Team Arkéa-Samsic      |
| 81-87   | IGD  | Ineos Grenadiers       |
| 91-97   | ISN  | Israel Start-Up Nation |
| 101-107 | GCF  | Groupama-FDJ           |
| 111-117 | COF  | Cofidis                |
| 121-127 | TFS  | Trek-Segafredo         |

| N.      | Cod. | Squadra                   |
| ------- | ---- | ------------------------- |
| 131-137 | AST  | Astana-Premier Tech       |
| 141-147 | ACT  | AG2R Citroën Team         |
| 151-157 | BOH  | Bora-Hansgrohe            |
| 161-167 | BEX  | Team BikeExchange         |
| 171-177 | BWB  | Bingoal Pauwels Sauces WB |
| 181-187 | IWG  | Intermarché-Wanty-Gobert  |
| 191-197 | TDE  | Total Direct Énergie      |
| 201-207 | AFC  | Alpecin-Fenix             |
| 211-217 | GAZ  | Gazprom-RusVelo           |
| 221-227 | LTS  | Lotto Soudal              |
| 231-237 | TQA  | Team Qhubeka Assos        |
| 241-247 | SVB  | Sport Vlaanderen-Baloise  |

## Ordine d'arrivo (Top 10)
| Pos. | Corridore          | Squadra    | Tempo    |
| ---- | ------------------ | ---------- | -------- |
| 1    | Tadej Pogačar      | UAE        | 6h39'26" |
| 2    | Julian Alaphilippe | Deceuninck | s.t.     |
| 3    | David Gaudu        | Groupama   | s.t.     |
| 4    | Alejandro Valverde | Movistar   | s.t.     |
| 5    | Michael Woods      | Israel     | s.t.     |
| 6    | Marc Hirschi       | UAE        | a 7"     |
| 7    | Tiesj Benoot       | DSM        | s.t.     |
| 8    | Bauke Mollema      | Trek       | s.t.     |
| 9    | M. Schachmann      | Bora       | a 9"     |
| 10   | Matej Mohorič      | Bahrain    | s.t.     |